# Якушев, Николай Михайлович
Никола́й Миха́йлович Я́кушев (6 [19] декабря 1916 года, Москва — 15 апреля 1983, Рыбинск) — русский советский поэт.

## Биография
Родился 19 декабря 1916 года, на Николу Зимнего, в Москве. Его родители, Михаил Иванович и Евдокия Ивановна, были уроженцами Спасского уезда Рязанской губернии. Михаил Иванович Якушев работал слесарем на заводе Гужона, принимал участие в Октябрьской революции, вступил в партию большевиков, и в 1920 году был направлен на работу в город Краснодар. Там, на Кубани, прошло детство поэта. Окончив школу колхозной молодёжи, он начал работать в механической мастерской, вначале учеником, а затем токарем по металлу. С 1932 года работал в аппарате райкома ВЛКСМ, заведующим общим отделом.
В 1933 году семья переехала в город Воронеж. Вскоре Николай стал студентом литературного факультета Воронежского государственного педагогического института. В это время он начал писать стихи, печатался в институтской многотиражке, в областной молодёжной газете.
При журнале «Подъём» существовала литературная группа, членом которой стал Николай. Молодого поэта заметил один из московских литераторов и посоветовал переехать на учёбу в Москву.
Но в 1937 году Якушев, вместе со многими другими студентами, был арестован по известной 58-й статье. Потянулась череда лагерей: Колыма, Архангельская область, Переборы (Рыбинский район). Освобождён Николай Якушев был в 1953 году. Остался жить на Верхней Волге, сначала на Юршинском острове под Рыбинском, а затем и в самом Рыбинске. Работал бухгалтером, бригадиром грузчиков, литературным сотрудником городской газеты, старшим инженером на авиамоторном заводе.
Публиковаться начал с 1955 года. Печатался в газетах, сборниках, журналах, областных и московских. В 1959 году в Ярославском книжном издательстве вышла первая книга поэта «Высокий берег». В это же время он был реабилитирован, судимость снята.
С 1963 года — член Союза писателей. С 1965 по 1967 году Николай Якушев учился в Москве на Высших Литературных курсах. Вернувшись в Рыбинск, продолжал работать и писать стихи. И снова, в начале 70-х годов, по надуманному обвинению был уволен с работы, лишён на длительное время возможности публиковаться.
Но Николай Якушев продолжал писать. В 1976 вышел последний прижизненный сборник стихов Якушева «Курганы», а в 80-х годах в советско-болгарском литературном журнале «Дружба» была опубликована его автобиографическая повесть «В конце двенадцатого лета».
Несмотря на опалу, Николай Якушев долгие годы был наставником молодых рыбинских поэтов в городском литературном объединении.
Семья:
Жена — Якушева (Гурьева) Конкордия Евгеньевна (1924—1999).
Сын — Ярослав (род. 1954).
Сын — Артём (1957—2000).
Умер поэт 15 апреля 1983 года, похоронен на Южном кладбище города Рыбинска.

## Сборники стихов
- «Высокий берег» — Ярославль, Ярославское книжное издательство, 1959.
- «Старт» — Ярославль, Ярославское книжное издательство, 1962.
- «Годовые кольца» — Ярославль, Верхне-Волжское книжное. издательство, 1964.
- «Вторая половина дня»- Ярославль, Верхне-Волжское книжное издательство, 1973.
- «Курганы» — Ярославль, Верхне-Волжское книжное издательство, 1976.
- «Лирика» — Ярославль, Верхне-Волжское книжное издательство, 1985.

## Издания
- Николай Якушев. «Жил был я». Стихи и дневники / сост. К. Е. Якушева, Г. А. Кузнецова, С. А. Хомутов. — Рыбинск, «Рыбинское подворье», 1994.

- Николай Якушев. «…попробуй выстоять в тени». Дневники, переписка, воспоминания / сост. Т. А. Пирогова. — Ярославль, «Нюанс», 2006.
- «Избранная лирика» / сост. Я. Н. Якушев. — электронное издание, 2016 Архивная копия от 12 сентября 2016 на Wayback Machine
- Николай Якушев. «Пережитых годов этажи». Стихи / сост. Я. Н. Якушев — Рыбинск, Арт-Холдинг «Медиарост», 2018